# 碘化钠
碘化鈉（實驗式：NaI）是一種離子化合物，室溫下為白色晶体，无臭，味鹹而微苦。易溶於水，其水溶液呈中性。在空气和水溶液中會逐渐析出碘而变黄或棕。碘化鈉可用作閃爍體材料、治療碘缺乏症的膳食補充劑、離散劑以及作為芬克爾斯坦反應的反應物等。

## 物理性质
碘化钠是一种白色固体，易溶于水，可溶于丙酮等有机溶剂。

## 化学性质
碘化钠是一种强还原剂，可以将Fe3+、Cu2+、MnO4-、卤素等还原，如：
2 FeCl3 + 2 NaI → 2 FeCl2 + 2 NaCl + I2
2 NaI + Br2 → 2 NaBr + I2
和其他碘化物一样，碘化钠可以和碘作用，形成I3-：
NaI + I2 → NaI3
碘化钠在水中可以解离出I-，参与沉淀反应：
Ag+ + I− → AgI↓
Bi3+ + 3I− → BiI3↓

## 用途

### 食物添加物
碘化鈉及碘化钾通常被用來治療和預防碘缺乏症，市售食鹽常摻有少許碘化鈉。

### 有機合成
碘化鈉之丙酮溶液也用於芬克爾斯坦反應（将有機氯化合物转化为有機碘化合物），机理是氯化鈉不溶於丙酮而碘化钠可溶，从而促使反應进行。
R-Cl + NaI → R-I + NaCl

### 核醫學
一些放射性碘鹽，包括Na125I及Na131I可做為放射性藥劑，用於治療甲狀腺癌及甲狀腺功能亢進或是造影技術中的放射性示蹤劑，（參見碘的同位素）

### 摻鉈碘化鈉閃爍探測器
碘化鈉結晶中添加鉈，NaI(Tl)，當受到电离輻射时，會放出光子（即閃爍（scintillation）），因此應用於閃爍探測器、傳統的核醫學、地球物理學、核物理學和環境測量等方面。NaI(Tl)是使用最廣泛的閃爍材料。晶體通常附有光電倍增管，並以氣密封裝，因為碘化鈉具潮解性。可藉由不同條件下晶體生長的晶體，來微調部分參數，如輻射硬度、餘輝及透明等。結晶中添加物的比率較高時，可用於高光譜品質的X光探測器。在此應用中，碘化鈉可同時作為單晶體和多晶體使用，最大放射之波長為415 nm。

## 溶解度
碘化鈉在一些有機溶劑中有高溶解度，此與氯化鈉甚至溴化鈉不同。

## 穩定性
碘化物（包括碘化鈉）可被大氣中的氧氣 (O2)以可偵測的速度氧化成碘 (I2)。I2及I− 可络合成黃色的三碘陰離子，與碘化鈉的白色不同。水可加速此氧化過程，碘化物也會以光氧化過程變為I2，因此碘化鈉應儲放於暗處，並保持低溫低濕度。

## 外部連結
- 國際化學品安全卡 1009（英文） （页面存档备份，存于）
- External MSDS 資料表（英文）
- 碘化鈉在醫學上的應用（英文） （页面存档备份，存于）